# Brachytherapy
Brachytherapy is een internationaal, aan collegiale toetsing onderworpen wetenschappelijk tijdschrift op het gebied van de oncologie. Het wordt uitgegeven door Elsevier namens de American Brachytherapy Society en verschijnt 4 keer per jaar.